# Système d'évaluation des jeux vidéo
 (août 2025).
Si vous disposez d'ouvrages ou d'articles de référence ou si vous connaissez des sites web de qualité traitant du thème abordé ici, merci de compléter l'article en donnant les références utiles à sa vérifiabilité et en les liant à la section « Notes et références ».
Un système de classification permet, aux personnes qui connaissent peu ou pas un domaine, de leur en faciliter l'accès. Pour le jeu vidéo en particulier, plusieurs systèmes internationaux aident à faire un choix de jeu en fonction notamment de l'âge du joueur. C'est ainsi un moyen de protection des mineurs, destiné aux parents désireux d'acheter un jeu vidéo en toute confiance.

## Organismes

### Principaux systèmes
Computer Entertainment Rating Organization (CERO) est le système d'évaluation utilisé par le Japon. Il est basé sur l'âge minimum du joueur et prévient si le jeu est violent, fait référence à l'alcool, aux drogues ou au sexe.
Entertainment Software Rating Board (ESRB) est le système de classification utilisé par les États-Unis d'Amérique et le Canada. Il a été créé en 1994 par la Entertainment Software Association. En 2003 il évalue plus de 8 000 titres de jeu vidéo. Il préconise un intervalle d'âge  pour le jeu, et informe d'éléments qui peuvent choquer, comme la violence, l'alcool, le sexe… Il est de loin le plus précis des systèmes, en informant sur pas moins de 30 éléments pouvant heurter.
Pan European Game Information (PEGI) est le système d'évaluation mis en place depuis 2003 par l'Union européenne et est promu par l'Interactive Software Federation of Europe (ISFE). Il reprend les éléments des anciens systèmes de chaque pays de l'union. Le système est ainsi basé sur l'âge du joueur, et indique des éléments du jeu pouvant heurter la sensibilité du joueur. Sur les 27 membres de l'Europe, 26 l'ont adopté.

### Autres systèmes
Departamento de Justiça, Classificação, Títulos e Qualificação (DJCTQ) évalue les films au Brésil et, depuis octobre 2002, les jeux vidéo. Pour les deux médias l'évaluation est la même : un système d'âge conseillé. La classification PEGI est toutefois utilisée par certains distributeurs brésiliens, mais comme le système n'est pas traduit en portugais, il est très peu pratique pour les consommateurs.
Office of Film and Literature Classification (OFLC) est représenté indépendamment en Australie (1990) et en Nouvelle-Zélande (1993), mais fonctionne pareil. Les médias sont tout d'abord séparés en deux, selon la nécessité de les restreindre. Aux médias sans restriction est associé un conseil pour la tranche d'âge cible, les autres sont évalués plus finement avec un âge précis autorisé, ainsi qu'une information sur le contenu choquant. La Nouvelle-Zélande utilise ce système principalement pour les films et quelques jeux vidéo. L'Australie utilise le système depuis 1990 pour les jeux vidéo, c'est-à-dire à la sortie de jeux tels que Night Trap ou Mortal Kombat. Ils n'utilisent pas de classification « adulte » le maximum étant M15+ (15 ans minimum requis), au-delà le jeu est simplement interdit. Certains jeux, comme Duke Nukem 3D (1997), Grand Theft Auto III (2001), Manhunt se sont même vus retirer la limitation M15+ après la commercialisation du jeu. Cela suscite la polémique dans le pays, car pourquoi pouvoir regarder un film interdit aux moins de 18 ans, plutôt qu'un jeu vidéo du même type. Le gouvernement a prévu un changement prochain de sa politique.
British Board of Film Classification (BBFC) classifie principalement les films en Grande-Bretagne, mais à quelques occasions, elle a également évalué des jeux vidéo. Pour les jeux très réalistes avec des thèmes adultes, les éditeurs doivent les soumettre au BBFC. En 1997, Carmageddon a par exemple été refusé, une version modifiée a alors été réalisée et a pu être certifiée 18 (18 ans et plus).
Unterhaltungssoftware Selbstkontrolle (USK) est l'organisation allemande d'évaluation des logiciels. Cette classification est basée exclusivement sur l'âge en la divisant en 5 catégories. Elle existe encore à côté du système d'évaluation PEGI.

### Systèmes obsolètes
Les systèmes de classifications évoluent, certains deviennent obsolètes car ils sont remplacés par d'autres. Certains restent, mais ne s'appliquent plus aux jeux vidéo.
Entertainment and Leisure Software Publishers Association (ELSPA) est en place depuis 1989 au Royaume-Uni. Elle est connue depuis 2002 sous le nom de European Leisure Software Publishers Association. Entre 1994 et 2003, cette association a évalué les jeux vidéo en fonction de l'âge du joueur, pour être remplacée ensuite par le système d'évaluation PEGI.
Valtion elokuvatarkastamo (VET) en finnois ou Statens filmgranskningsbyrå (SFB) en suédois est l'institution officiel dépendant du ministère de l'éducation évaluant les films et les jeux vidéo en Finlande. Depuis 2003, les jeux vidéo sont évalués par PEGI.
Kijkwijzer est le système des Pays-Bas utilisé pour les films, et jusqu'en 2003 pour les jeux vidéo, remplacé maintenant par l'évaluation PEGI.
Asociación Española de Distribuidores y Editores de Software (aDeSe), depuis 1997, s'occupait d'évaluer les jeux vidéo commercialisés en Espagne, elle préconise maintenant d'utiliser le système PEGI mise en place depuis 2003.
Le syndicat des éditeurs de logiciels de loisirs (SELL) s'occupait d'évaluer les jeux vidéo en France avant l'arrivée en 2003 du système PEGI.

## Moyens de classification

### Âge
| Classification | Âge     | Âge     | Âge     | Âge     | Âge     | Âge     | Âge     | Âge     | Âge     | Âge      | Âge      | Âge      | Âge | Âge | Âge    | Âge    | Âge    | Âge         | Âge    | Notes                                                                                      |  |
| Classification | 1       | 2       | 3       | 4       | 5       | 6       | 7       | 8       | 9       | 10       | 11       | 12       | 13  | 14  | 15     | 16     | 17     | 18          | Autres | Notes                                                                                      |  |
| -------------- | ------- | ------- | ------- | ------- | ------- | ------- | ------- | ------- | ------- | -------- | -------- | -------- | --- | --- | ------ | ------ | ------ | ----------- | ------ | ------------------------------------------------------------------------------------------ |  |
| ACB            | G       | G       | G       | G       | G       | G       | G       | PG      | PG      | PG       | PG       | PG       | M   | M   | MA15+  | MA15+  | MA15+  | R18+ / X18+ |        |                                                                                            |  |
| App Store      |         |         |         | 4+      | 4+      | 4+      | 4+      | 4+      | 9+      | 9+       | 9+       | 12+      | 12+ | 12+ | 12+    | 12+    | 17+    | 17+         |        |                                                                                            |  |
| CERO           | A       | A       | A       | A       | A       | A       | A       | A       | A       | A        | A        | B        | B   | B   | C      | C      | D      | Z           |        | .                                                                                          |  |
| Chili          | TE      | TE      | TE      | TE      | TE      | TE      | TE      | +8      | +8      | +8       | +8       | +8       | +8  | +14 | +14    | +14    | +14    | +18         | ER     |                                                                                            |  |
| CSRR           | 0+      | 0+      | 0+      | 0+      | 0+      | 6+      | 6+      | 6+      | 6+      | 6+       | 6+       | 12+      | 12+ | 12+ | 15+    | 15+    | 15+    | 18+         |        |                                                                                            |  |
| DJCTQ          | L       | L       | L       | L       | L       | L       | L       | L       | L       | 10       | 10       | 12       | 12  | 14  | 14     | 16     | 16     | 18          |        |                                                                                            |  |
| EOCS           | General | General | General | General | General | General | General | General | General | General  | General  | 12       | 12  | 12  | 15 / R | 15 / R | 15 / R | 18          |        | Utilisé principalement pour les jeux de type bishōjo.                                      |  |
| ESRA           | +3      | +3      | +3      | +3      | +3      | +3      | +7      | +7      | +7      | +7       | +7       | +12      | +12 | +12 | +15    | +15    | +15    | +18         |        |                                                                                            |  |
| ESRB           | E       | E       | E       | E       | E       | E       | E       | E       | E       | E10+     | E10+     | E10+     | T   | T   | T      | T      | M      | AO          |        |                                                                                            |  |
| FPB            | PG      | PG      | PG      | PG      | PG      | 7-9 PG  | 7-9 PG  | 7-9 PG  | 7-9 PG  | 10-12 PG | 10-12 PG | 10-12 PG | 13  | 13  | 13     | 16     | 16     | 18 / X18    |        |                                                                                            |  |
| Google Play    |         |         | 3       | 3       | 3       | 3       | 7       | 7       | 7       | 7        | 7        | 12       | 12  | 12  | 12     | 16     | 16     | 18          |        |                                                                                            |  |
| GRAC           | All     | All     | All     | All     | All     | All     | All     | All     | All     | All      | All      | 12       | 12  | 12  | 15     | 15     | 15     | 18          |        |                                                                                            |  |
| INCAA          | ATP     | ATP     | ATP     | ATP     | ATP     | ATP     | ATP     | ATP     | ATP     | ATP      | ATP      | ATP      | 13  | 13  | 13     | 16     | 16     | 18          |        |                                                                                            |  |
| KMRB           | A       | A       | A       | A       | A       | A       | A       | A       | A       | A        | A        | 12       | 12  | 12  | 15     | 15     | 15     | 18          |        | Remplacé par le GRAC.                                                                      |  |
| MDA            | G       | G       | G       | G       | G       | G       | G       | G       | G       | G        | G        | G        | G   | G   | G      | NC 16  | NC 16  | M 18        |        |                                                                                            |  |
| OFLC           | G       | G       | G       | G       | G       | G       | G       | PG      | PG      | PG       | PG       | PG       | M   | M   | MA15+  | MA15+  | MA15+  | R18+ / X18+ |        | Remplacé par l’ACB.                                                                        |  |
| OFLC           | G       | G       | G       | G       | G       | G       | G       | PG      | PG      | PG       | PG       | PG       | R13 | R13 | R15    | R16    | R16    | R18         |        |                                                                                            |  |
| PEGI           |         |         | 3       | 3       | 3       | 3       | 7       | 7       | 7       | 7        | 7        | 12       | 12  | 12  | 12     | 16     | 16     | 18          |        | Au Portugal et en Finlande, certaines classifications peuvent différer des standards PEGI. |  |
| Russie (en)    | 0+      | 0+      | 0+      | 0+      | 0+      | 6+      | 6+      | 6+      | 6+      | 6+       | 6+       | 12+      | 12+ | 12+ | 12+    | 16+    | 16+    | 18+         |        |                                                                                            |  |
| SELL           | TP      | TP      | TP      | TP      | TP      | TP      | TP      | TP      | TP      | TP       | TP       | 12       | 12  | 12  | 12     | 16     | 16     | 18          |        | Remplacé par le PEGI.                                                                      |  |
| USK            | 0       | 0       | 0       | 0       | 0       | 6       | 6       | 6       | 6       | 6        | 6        | 12       | 12  | 12  | 12     | 16     | 16     | 18          |        |                                                                                            |  |

Légende : 
- Vert clair  : Destiné au jeune public.
- Vert  : Tous les âges.
- Cyan  : Surveillance parentale.
- Jaune  : Non recommandé pour un public plus jeune, mais ne se limite pas.
- Orange  : Exclusivement réservé à un public plus âgé mais accompagnés d'un adulte.
- Rouge orangé  :
- Rouge  : Exclusivement réservé à un public plus âgé mais accompagné par un adulte, mais il existe pour les films.
- Noir  : Réservé aux adultes.

## Usage
La carte du monde ci-dessous présente le Système d'évaluation des jeux vidéo à travers le monde.